# NGC 1332
NGC 1332 ist eine Elliptische Galaxie vom Hubble-Typ E/S0 im Sternbild Eridanus südlich des Himmelsäquators. Sie ist schätzungsweise 69 Millionen Lichtjahre von der Milchstraße entfernt und hat einen Durchmesser von etwa 90.000 Lj. NGC 1332 ist Mitglied des Eridanus-Galaxienhaufens. Wahrscheinlich bildet sie gemeinsam mit NGC 1331 ein gravitativ gebundenes Galaxienpaar.
Im selben Himmelsareal befinden sich u. a. die Galaxien NGC 1315, NGC 1319, NGC 1325, IC 1928.
Die Supernova SN 1982E wurde hier beobachtet.
Das Objekt wurde am 9. Dezember 1784 von dem deutsch-britischen Astronomen Wilhelm Herschel entdeckt.